# 斯涅任斯克
56°05′N 60°44′E / 56.083°N 60.733°E
斯涅任斯克（俄语：Сне́жинск）是俄羅斯車里雅賓斯克州北部的一個保密行政區。2002年人口50,451人。
1957年建立，至1991年稱為車里雅賓斯克-70。1993年設市。是俄國兩個核子研究中心之一（另一個是薩羅夫），此城市不對外國人開放，上空設有禁飛區。